# Optimus UI

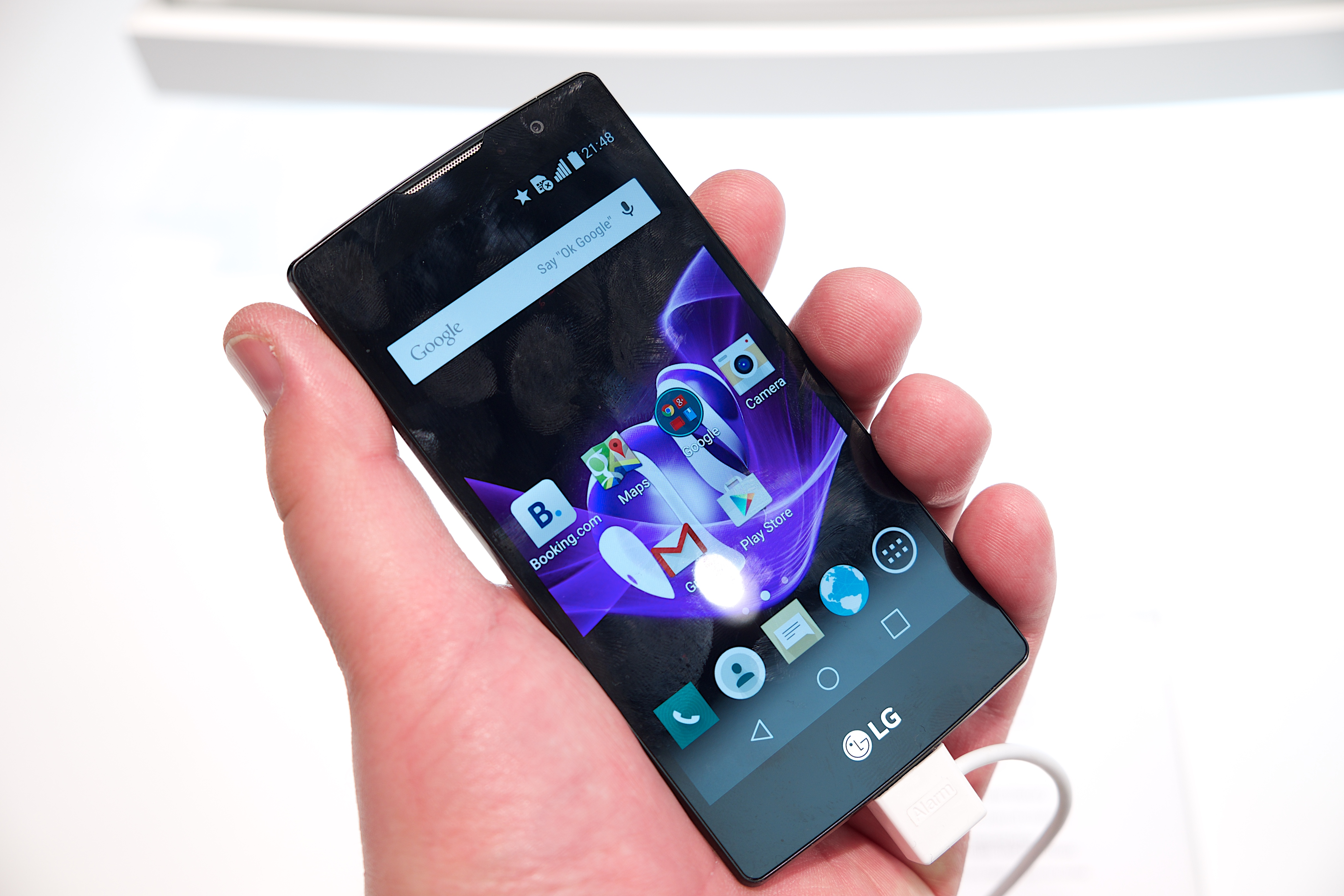
LG Spirit 2015 với Optimus UI

Optimus UI (Optimus User Interface) là một giao diện hiển thị cảm ứng được phát triển bởi LG Electronics dựa trên hệ điều hành Android của Google. Đôi lúc nó bị hiểu sai là một hệ điều hành. Optimus UI được sử dụng độc quyền bởi LG dành cho các điện thoại tính năng và máy tính bảng của hãng, và không được cấp phép sử dụng cho các tổ chức bên ngoài.
Phiên bản cuối cùng của Optimus UI là 4.1.2, đã được phát hành trên chiếc Optimus K II và Optimus Neo 3, với một giao diện người dùng tinh tế hơn so với phiên bản trước đó, 4.1.1, bao gồm âm thanh màn trập máy ảnh và ghi chú nhanh.
Hiện tại các smartphone Android của LG sử dụng giao diện LG UX dựa trên Android, phiên bản mới nhất là  LG UX 9.0 dựa trên Android 10. LG UX 9.0 bị tố cáo là giống hệt giao diện One UI của Samsung.

## Các thiết bị chạy LG Optimus UI

### Android

#### Điện thoại thông minh/Phablets
- LG GT540 Optimus
- LG Optimus One
- LG Optimus 2X
- LG Optimus 4X HD
- LG Optimus 3D
- LG Optimus 3D Max
- LG Optimus Slider
- LG Optimus LTE
- LG Optimus LTE 2
- LG Optimus Vu
- LG Optimus Black
- LG Optimus Chat
- LG Optimus Chic
- LG Optimus Net
- LG Optimus Sol
- LG Optimus HUB (E510)
- LG Optimus L3
- LG Optimus L5
- LG Optimus L5 II
- LG Optimus L7
- LG Optimus L9
- LG Optimus L9 II
- LG Optimus L90
- LG Optimus F3
- LG Optimus F3Q
- LG Optimus F5
- LG Optimus F6
- LG Optimus F7
- LG Optimus G
- LG Optimus G Pro
- LG G2
- LG G Pro 2
- LG Vu 3
- LG G Pro Lite
- LG G Flex
- LG L40 Dual
- LG L65 Dual
- LG L70 Dual
- LG L80 Dual
- LG L90 Dual
- LG G3
- LG G3S
- LG Spectrum 2
- LG G2 Mini
- LG G Flex 2
- LG G4
- LG G4c

#### Máy tính bảng
- LG Optimus Pad
- LG Optimus Pad LTE
- LG G Pad 7.0
- LG G Pad 8.3

### Windows Phone
- LG Optimus 7
- LG Quantum